# عبد الرحمن دايجي
عبد الرحمن دايجي (مواليد 6 سبتمبر 1976) هو مبارز بالسيف جزائري، مثّل بلاده في الألعاب الأولمبية الصيفية 2004.

## روابط خارجية
عبد الرحمن دايجي على موقع الاتحاد الدولي للمبارزة (الإنجليزية)
- عبد الرحمن دايجي على موقع أوليمبيديا (الإنجليزية)